# Lipiny (Warta)
Pour les articles homonymes, voir Lipiny.
Lipiny est une localité polonaise de la gmina de Warta, située dans le powiat de Sieradz en voïvodie de Łódź.